# Tyla (álbum)
Tyla (estilizado em letras maiúsculas) é o álbum de estreia autointitulado da cantora sul-africana Tyla, lançado em 22 de março de 2024 através da Fax, subsidiária da Epic Records. A edição deluxe, intitulada Tyla +, foi lançada em 11 de outubro de 2024. Musicalmente, Tyla mistura elementos de amapiano, pop, afrobeats e R&B e seus temas líricos incluem empoderamento e relacionamentos. Em uma entrevista com Nandi Madida, Tyla expressou seu desejo de lançar seu álbum com um som sul-africano.
Tyla inclui parcerias com Kelvin Momo, Tems, Becky G, Skillibeng, Gunna e Travis Scott. As sessões de gravação do álbum ocorreram em sete países ao longo de dois anos e meio. Tyla e seus colaboradores Ari PenSmith, Mocha Bands, Believve e Sammy SoSo lideraram a produção e a composição. O álbum foi liderado pelo single "Water", que tornou-se seu primeiro grande sucesso, alcançando a sétima posição da Billboard Hot 100 e recebendo certificados de multi-platina em vários países. Outros singles do álbum incluem "Truth or Dare", "Art" e "Jump".
Foi lançado no Reino Unido através da Since '93 e RCA Records. Os formatos em CD e vinil foram lançados na África do Sul pela Sony Music South Africa e nos Estados Unidos pela Epic Records. A edição japonesa foi lançada em 7 de agosto de 2024 através da Sony Music Entertainment Japan. Ela promoveu o álbum por meio de várias aparições na televisão e performances ao vivo em múltiplos países.
Tyla recebeu avaliações positivas dos críticos, muitos dos quais elogiaram sua versatilidade por incluir vários gêneros musicais. Estreou na 24ª posição da Billboard 200, vendendo 24.000 cópias em sua primeira semana. Alcançou o topo das tabelas da Tunísia e Papua Nova Guiné, bem como o top vinte no Reino Unido, Países Baixos, Noruega, Nova Zelândia e Suíça. O álbum rendeu-lhe os prêmios de Revelação do Ano, Melhor Álbum Pop e Artista Feminina do Ano no 30º South African Music Awards, bem como o prêmio de Melhor Performance de Música Africana, por "Water", no 66º Grammy Awards. O álbum recebeu os certificados de ouro no Canadá, Nova Zelândia e Estados Unidos e platina no Brasil. Em apoio ao álbum, Tyla embarcou na Tyla Tour, mas teve que cancelar e remarcar alguns shows após sofrer lesões.

## Antecedentes
Ao falar sobre o som do álbum, Tyla o descreveu como um "álbum experimental", parecendo incluir música popular africana, estilos de gênero como amapiano, bem como possivelmente fundir misturas de pop, hip hop e R&B. Ela disse à Capital Xtra em outubro de 2023 que estava gravando o álbum há mais de dois anos e que seria principalmente "popiano", uma mistura dos gêneros amapiano e pop. Parte do álbum foi gravado em Portland, Jamaica.

## Lançamento
Em 28 de julho de 2023, Tyla lançou "Water", o primeiro single do álbum. A canção venceu o prêmio de Melhor Performance Musical Africana no Grammy Awards de 2024. Um remix da música com o rapper estadunidense Travis Scott foi lançado em 17 de novembro de 2023. Em 30 de novembro de 2023, ela anunciou a arte da capa do álbum, ao lado de um EP contendo 3 músicas adicionais do álbum, "Truth or Dare", "Butterflies" e "Ond and On". Em 2 de dezembro de 2023, lançou uma versão ColorsxStudios de "On and On". Em 5 de dezembro de 2023, ela anunciou a The Tyla Tour, turnê de divulgação do álbum, marcada para começar em 21 de março de 2024 em Oslo e terminar em 28 de maio de 2024 em Minneapolis. A turnê foi eventualmente cancelada, antes de deu início, em virtude de uma lesão sofrida pela cantora. Acompanhando o lançamento do álbum, a cantora também lançou um videoclipe para a faixa "Art".

## Lista de faixas
| Tyla – Edição padrão |                                    | |                                                  |         |  |
| N.º                  | Título                             | Compositor(es)                                                                                                | Produtor(es)                                     | Duração |  |
| 1.                   | "Intro" (com Kelvin Momo)          | Tyla Seethal Kelvin Momo Mbali Kanyisile Makanya                                                              | Momo                                             | 0:41    |  |
| 2.                   | "Safer"                            | Seethal Ariowa Irosogie Imani Lewis Corey Marlon Lindsay-Keay Samuel Awuku Tricky Stewart Chaniva Francis     | Sammy SoSo Ceebeaats Ari PenSmith Mocha Believve | 2:39    |  |
| 3.                   | "Water"                            | Seethal Irosogie Lewis Lindsay-Keay Awuku Rayan El-Hussein Goufar Olmo Zucca Jackson Paul Lomastro Stewart    | SoSo Goufar Believve Ebenezer Maxwell            | 3:20    |  |
| 4.                   | "Truth or Dare"                    | Seethal Irosogie Lewis Lindsay-Keay Awuku Jamal Europe                                                        | SoSo Believve PenSmith Mocha                     | 3:10    |  |
| 5.                   | "No. 1" (com part. de Tems)        | Seethal Irosogie Temilade Openiyi Awuku Alexander Lustig Joel Mason Tanner                                    | Lustig SoSo PenSmith Oscar Cornejo Tyla Tems     | 2:27    |  |
| 6.                   | "Breathe"                          | Seethal Irosogie Lewis Lindsay-Keay Awuku Goufar Europe                                                       | SoSo Goufar PenSmith Mocha Believve              | 3:21    |  |
| 7.                   | "Butterflies"                      | Nolan LambrozaI Irosogie Marcus Semaj                                                                         | Sir Nolan                                        | 2:48    |  |
| 8.                   | "On and On"                        | Seethal Lindsay-Keay                                                                                          | Believve Maxwell                                 | 2:47    |  |
| 9.                   | "Jumo" (com Gunna e Skillibeng)    | Seethal Irosogie Lewis Lindsay-Keay Awuku Sergio Kitchens Emwah Warmington                                    | SoSo PenSmith Mocha Believve                     | 2:27    |  |
| 10.                  | "Art"                              | Seethal Irosogie Lewis Lindsay-Keay Awuku James Mwanza                                                        | SoSo PenSmith Mocha Believve Cornejo             | 2:29    |  |
| 11.                  | "On My Body" (com Becky G)         | Seethal Irosogie Lewis Lindsay-Keay Awuku Amia Brave Rebbeca Marie Gomez Richard Isong Akil King Sarah Schell | SoSo P2J PenSmith Mocha Believve Cornejo         | 2:38    |  |
| 12.                  | "Priorities"                       | Seethal Irosogie Lewis Lindsay-Keay Awuku Gaetan Judd                                                         | SoSo PenSmith Mocha Believve Cornejo             | 3:15    |  |
| 13.                  | "To Last"                          | Seethal Luyanda Ngcatsha Christer Kobedi Ndumiso Manana                                                       | Manana Christer LuuDadeejay Cornejo              | 2:56    |  |
| 14.                  | "Water" (Remix) (com Travis Scott) | Seethal Irosogie Lewis Lindsay-Keay Jacques Webster Douglas Ford Awuku Goufar Zucca Lomastro Stewart          | Soso                                             | 3:20    |  |
| Duração total:       | Duração total:                     | Duração total:                                                                                                | Duração total:                                   | 38:29   |  |

| Tyla – Edição japonesa (faixa bônus) |                                  |                                                                         |                |         |  |
| N.º                                  | Título                           | Compositor(es)                                                          | Produtor(es)   | Duração |  |
| 15.                                  | "Water" (Remix) (com Marshmello) | Seethal Irosogie Lewis Lindsay-Keay Awuku Goufar Zucca Lomastro Stewart | Marshmello     | 3:11    |  |
| Duração total:                       | Duração total:                   | Duração total:                                                          | Duração total: | 41:40   |  |

| Tyla + – Edição deluxe |                                                                 |                                                                                              |                                           |         |  |
| N.º                    | Título                                                          | Compositor(es)                                                                               | Produtor(es)                              | Duração |  |
| 1.                     | "Shake Ah" (com part. de Tony Duardo, Optimist ZA e Ez Maestro) | Seethal Kutlwano Mokgola Namhla Lukhona Moletsane Phenyo Tshiamo Benedict Tsebe Thabo Musa   | Tony Duardo Buddy Kay M00tion             | 5:49    |  |
| 2.                     | "Push 2 Start"                                                  | Seethal Irosogie Mocha Lewis Lindsay-Keay Sjo Zucca                                          | Rayo Mocha PenSmith Believve SoSo Maxwell |         |  |
| 3.                     | "Back to You"                                                   | Seethal Dayo Olatunji Jahaan Akil Sweet James Essien Peace Oredope Amanda "Kiddo A.I" Ibanez | P.Priime Jahaan Sweet                     | 2:35    |  |
| Duração total:         | Duração total:                                                  | Duração total:                                                                               | Duração total:                            | 49:29   |  |